# Maracaibo
Informații suplimentare: Lacul Maracaibo

Harta lacului Maracaibo

Maracaibo este un oraș portuar din NV Venezuelei, pe canalul care leagă lacul Maracaibo de golful Venezuela, cu peste 1.000.000 locuitori. Maracaibo este înfrățit cu capitala aurului negru din România (Ploiești). Este situat pe malului lacului Maracaibo unde se află rezerve bogate de petrol.